# Literatura de Filipinas en español

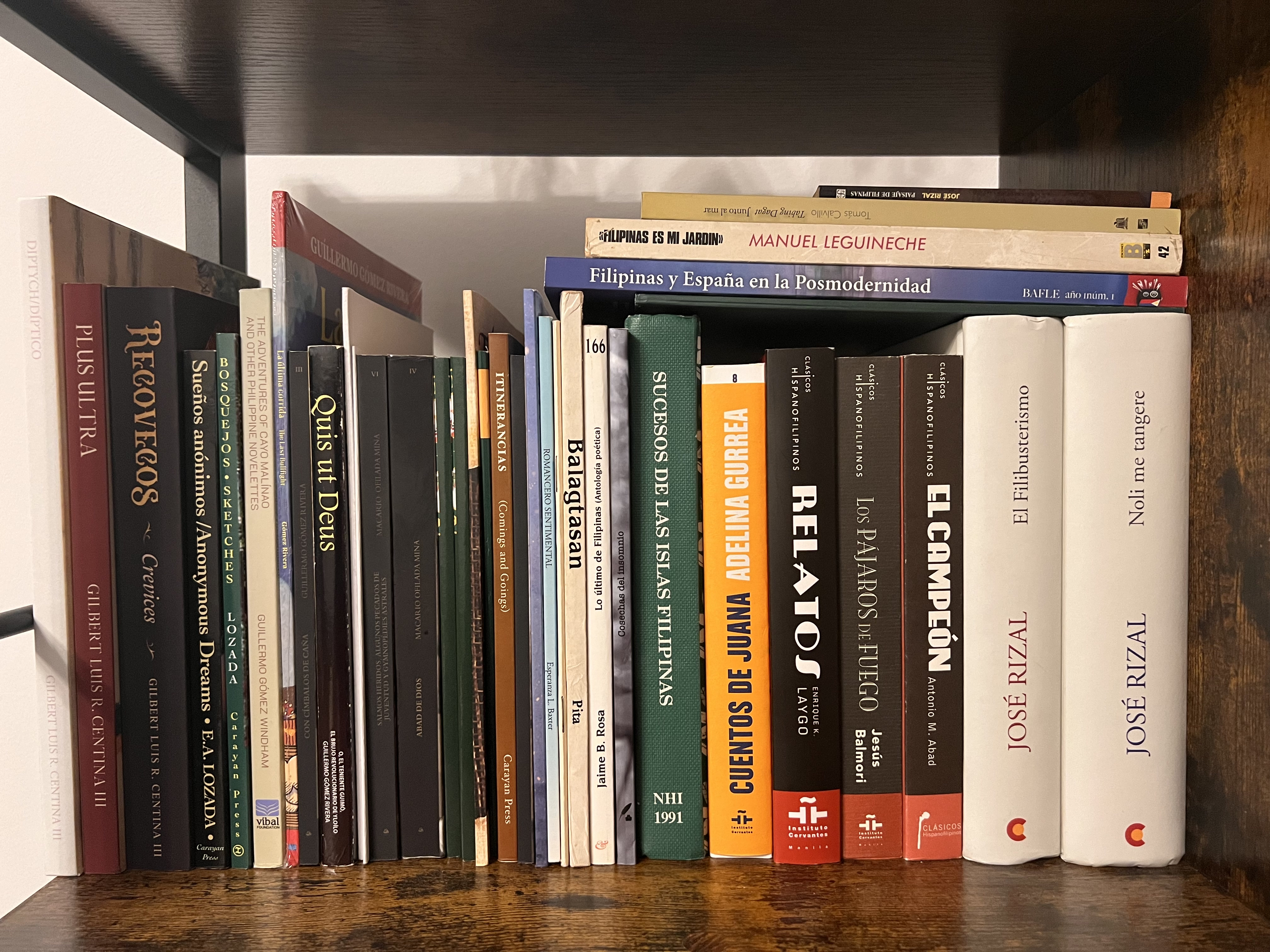
Una selección de la literatura de Filipinas en español

La literatura de Filipinas en español es una de las múltiples tradiciones literarias en diversas lenguas existentes en Filipinas. Surge a partir de la colonización del archipiélago asiático por parte de españoles encabezados por Miguel López de Legazpi en 1565. Si bien algunos escritores filipinos todavía escriben hoy en día en español, son un número muy reducido. El auge de la literatura filipina en español ocurrió desde finales del siglo XIX y hasta mediados del XX aproximadamente, en lo que se conoce según relata el diplomático Luis Mariñas en su libro Literatura filipina en castellano (1974) como Siglo de Oro de la Literatura Filipina. En la actualidad, la literatura filipina la constituyen obras en inglés, en tagalo (la lengua nacional), en cebuano, ilocano, ilongo y otras lenguas autóctonas, las cuales tienen muchas palabras de origen español.

## Literatura clásica
La literatura filipina en español más antigua aún no está debidamente evaluada, aunque ha habido avances importantes y es de creer que pronto estarán disponibles en español clarificadoras obras de conjunto.
Con el desarrollo de la imprenta en Manila, se crearon obras en español y se dio forma a un corpus literario que participa de la revolución humanística. Se desarrollaron multitud de géneros, como las relaciones de sucesos y crónicas, la poesía y la loa, las doctrinas, sermones y pasiones, la retórica y la narrativa.

## Literatura delsigloXIX
Las obras más significativas de la literatura filipina en español comienzan a escribirse en el siglo XIX por los llamados "ilustrados", género que engloba a autores como José Rizal, Graciano López Jaena o Pedro Paterno. Este último fue el responsable de escribir la primera novela cuya autoría la ostenta un filipino (Nínay, 1885). José Rizal, por su parte, escribió dos novelas fundamentales en la construcción de la nación filipina: Noli me tángere (1887) y El filibusterismo (1891). 
El nacionalismo filipino fue primordialmente propagado en lengua española, de modo que numerosas muestras de este tipo de escritos se pueden encontrar en las obras de los ideólogos de la nación, como Marcelo H. del Pilar y las publicaciones de La Solidaridad. En varios lugares surgieron otras publicaciones en español, como El Boletín de Cebú en 1886.

## Literatura delsigloXXy actual
Elocuentemente, y manifestando la realidad cultural del archipiélago, la mayor parte de la literatura en castellano escrita por filipinos nativos tuvo lugar durante el período de ocupación estadounidense, ya que la lengua española continuaba siendo la predominante entre los intelectuales filipinos. Uno de los escritores más importantes del país, Claro Mayo Recto, defendió bajo el concepto de “Cruzada” la lucha por la independencia cultural e intelectual de los filipinos frente a Estados Unidos. Otros escritores importantes en lengua española fueron Jesús Balmori, Manuel Bernabé, Antonio M. Abad, Isidro Marfori, Pacífico Victoriano, Zoilo Hilario, Cecilio Apóstol (Pentélicas, 1941), Fernando María Guerrero (Crisálidas, 1914), y Flavio Zaragoza Cano (Cantos a España y De Mactan a Tirad). 

### Edad de Plata
Tras la Segunda Guerra Mundial, Filipinas adquiere la independencia y comienza un artificioso proceso de bilingüismo tagalo-inglés y de creciente diglosia. La lengua española fue excluida progresivamente, hasta su eliminación como lengua oficial en 1987, después de cuatro siglos de oficialidad en el archipiélago asiático. Es el resultado de la ejecución del programa neocolonialista. 
A pesar de ello, el periodo ha sido considerado la Edad de Plata de la literatura hispanofilipina, «por existir autores de un valor singular, órganos de difusión, asociaciones culturales, y una actividad de reivindicación y agitación cultural visible, entendiendo el contexto de la época, que en conjunto ofrecen un panorama notable».

### Después de 1987
Posteriormente aparecen escritores relevantes como Guillermo Gómez Rivera, quien junto a Edmundo Farolán Romero será baluarte del proyecto Revista Filipina, publicación pionera entre las revistas periódicas surgidas en Internet.
Desde 2009 el Instituto Cervantes edita en Manila y en español la colección "Clásicos Hispanofilipinos", con el objetivo de recuperar obras filipinas fundamentales que, debido al cambio lingüístico, han sido relegadas del canon literario nacional. Así se han publicado: Cuentos de Juana, de Adelina Gurrea; Los pájaros de fuego, de Jesús Balmori; El Campeón, de Antonio Abad y "Relatos" de Enrique Laygo. A propósito semejante corresponde la Colección Oriente, dirigida por Andrea Gallo, cuyo objetivo es publicar obras contemporáneas en español de autores filipinos.

## Prensa filipina en español
Algunos de los periódicos que se publicaron en español son El Renacimiento, La Democracia, El Mercantil, La Vanguardia, El Debate, El Comercio, La Opinión, etc. Otras publicaciones relevantes fueron La Voz de Manila, La Opinión-El Comercio, El Precursor, El Pueblo de Iloílo, El Tiempo, La Prensa de Cebú, etc. Tres revistas (The Independent, Philippine Free Press y Examen de Filipinas) fueron publicadas en inglés y español. 
El estallido de la Segunda Guerra Mundial supuso la desaparición de muchas publicaciones. La excepción fue el diario El Debate, propiedad de la familia Roxas, que se publicó hasta principios de la década de 1970, siendo el último diario filipino editado en español. Hasta la primera década del siglo XXI se publicaba una pequeña revista semanal, de reducida tirada, Nueva Era, dirigida por Guillermo Gómez Rivera. En la actualidad la Embajada de España en Filipinas publica anualmente la revista cultural Perro Berde, vestigio de la otrora importante prensa filipina en español. Desde 1997 en web existe Revista Filipina fundada y dirigida por Edmundo Farolán Romero, actualmente dirigida por Edwin Lozada. Es una publicación electrónica semestral que edita dos tomos de investigación, pensamiento y actualidad literaria y está indizada en Proquest y Ulrichs.
Asimismo "La Jornada Filipina" es una revista de noticias hispanas que cubre Filipinas y su relación con el mundo hispanohablante.

## Premios Literarios en español en Filipinas
- Premio Zóbel, fundado en 1920, es el más antiguo premio literario instituido en Filipinas. Se entregó por última vez en 2000 como "premio de Hispanidad" y desde aquella fecha el premio está durmiente.

- Premio José Rizal de las Letras Filipinas, fundado en 2015 por el Instituto Juan Andrés de Comparatística y Globalización.

- Premio Rafael Palma, fundado en 2019 por la Universidad de Filipinas y la Revista Filipina, premio literario para estudiantes filipinos.

- Premio Antonio M. Abad, fundado en 2020 por la Universidad de Extremo Oriente - Far Eastern University (FEU) y la Editorial Hispano Árabe de Barcelona, premio literario para escritores filipinos en español y chabacano.

## Selección de obras
- Sucesos de las Islas Filipinas[3]
- Ninay, novela de costumbres filipinas
- Sampaguitas, poesías varias
- Noli me tangere
- El filibusterismo
- Perfil de cresta
- A lo largo del camino
- Bajo los cocoteros[4]
- Los pájaros de fuego
- Cuentos de Juana
- Tercera primavera
- Con címbalos de caña
- Quis ut Deus, o el Teniente Guimô